# Isangel

Isangel é uma pequena cidade em Vanuatu. Está localizada na Ilha de Tanna e é a capital administrativa da província de Tafea. A cidade tinha uma população de cerca de 1.200 habitantes, a maioria deles melanésios.